# Chełmiec (gmina)
Chełmiec (1934–54 gmina Chełmiec Polski) – gmina wiejska w Polsce położona w północnej części powiatu nowosądeckiego w województwie małopolskim. Zajmuje obszar o powierzchni 11 201 ha (ok. 7,2% pow. powiatu) i liczy 28 834 mieszkańców (dane z 31.12.2019, GUS) (ok. 13,1% ogółu mieszkańców powiatu), co daje wskaźnik gęstości zaludnienia 249,1 osób/km². Siedzibą urzędu gminy jest Chełmiec. Urząd Gminy znajduje się przy samej granicy z Nowym Sączem.
Obszar gminy otacza pierścieniem sąsiadujące od południa miasto Nowy Sącz. Ponadto od południowego zachodu graniczy z gminą Podegrodzie, od zachodu z gminą Limanowa (powiat limanowski), od północy z gminami: Łososina Dolna i Gródek nad Dunajcem, od północnego wschodu z gminą Korzenna, od wschodu na niewielkim odcinku z gminą Grybów, od południowego wschodu z gminą Kamionka Wielka. Teren gminy podzielony jest naturalnie korytem rzeki Dunajec na część wschodnią i zachodnią. W ostatnich latach pojawiły się tendencje podziału gminy wzdłuż biegu rzeki i utworzenia oddzielnej jednostki administracyjnej po prawej stronie Dunajca.

## Historia
W XIII wieku pojawiają się w źródłach pisanych wzmianki historyczne o takich miejscowościach jak Świniarsko, Niskowa, Biczyce, Chełmiec, Klęczany i Rdziostów. Wszystkie te miejscowości związane były z osobą świętej Kingi, która uwłaszczyła nimi założony przez siebie starosądecki klasztor klarysek. Równie stare są Wielogłowy i Wielopole, skąd wywodzą się rody szlacheckie Wielogłowskich i Wielopolskich. W kolejnych wiekach pojawiły się dzięki osadnictwu mieszczan sądeckich Piątkowa, Paszyn, Kunów, Kurów, Januszowa i Librantowa. W XVI i XVII wieku na terenach gminy zamieszkiwali arianie.
W czasie II wojny światowej gmina Chełmiec Polski zasłynęła z walk partyzanckich, szczególnie Batalionów Chłopskich stacjonujących w okolicach Świniarska. Wieś ta za wojenne zasługi została odznaczona Krzyżem Grunwaldu III klasy.
W latach 1975–1998 gmina położona była w województwie nowosądeckim.
1 lutego 1977 do gminy Chełmiec włączono ze zniesionej gminy Nowy Sącz obszary sołectw: Dąbrowa, Januszowa, Klimkówka, Kurów, Librantowa, Paszyn, Wielogłowy i Wola Kurowska, oraz główne części sołectw: Jamnica (425 ha), Naściszowa (169 ha), Piątkowa (593 ha) i Wielopole (196 ha),
W 2016 Rada Gminy w Chełmcu uchwałą XXI/405/2016, w oparciu o wcześniej przeprowadzone konsultacje, wyraziła pozytywną opinię w sprawie nadania statusu miasta miejscowości Chełmiec. 21 lutego 2017 wniosek o zmianę statusu miejscowości Chełmiec został podpisany przez Przewodniczącego Rady Gminy Chełmiec Józefa Zygmunta. Rozporządzeniem Rady Ministrów z 24 lipca 2017 Chełmiec miał uzyskać status miasta z dniem 1 stycznia 2018. Jednak w grudniu 2017 roku 7 chełmieckich radnych (w radzie jest 21 radnych) bez powiadomienia opinii publicznej oraz rady gminy Chełmiec zakwestionowało rzetelność przeprowadzenia konsultacji społecznych. Na skutek ich interwencji Rada Ministrów zmieniła zdanie, publikując 6 grudnia projekt zmieniający rozporządzenie z dnia 24 lipca 2017 r. i odraczając nadanie statusu miasta Chełmcowi o jeden rok (tzn. do 1 stycznia 2019), co z kolei miało pozwolić wszystkim zainteresowanym na ponowną analizę zasadności tej regulacji, w tym rzetelne skonsultowanie jej z mieszkańcami. Mimo sprzeciwu wójta Bernarda Stawiarskiego i większości rady gminy Chełmiec (zarzucającego MSWiA "działanie po cichu i w pełnej konspiracji" i łamanie Konstytucji), odroczenie daty do 1 stycznia 2019 zatwierdzono Rozporządzeniem Rady Ministrów z dnia 27 grudnia 2017, wchodzącym w życie 31 grudnia 2017. Jeżeli podczas 2018 roku nic by się nie zmieniło, 1 stycznia 2019 gmina Chełmiec miała zostać przekształcona w gminę miejsko-wiejską. Rada stałaby się Radą miasta i gminy, a wójt burmistrzem. 27 stycznia 2018 roku radni zdecydowali, że sprawa Chełmca trafi do Trybunału Konstytucyjnego. Po 17 latach w gminie Chełmiec nastąpiła zmiana na fotelu wójta. Nowym gospodarzem został 56 letni Stanisław Kuzak z Chomranic. W ostatnich wyborach samorządowych na dotychczasowego wójta Bernarda Stawiarskiego zagłosowało 5 069 osób, co daje 39,65% głosujących. Stanisławowi Kuzakowi zaufało 7 716  wyborców (60,35%). Stanisław Kuzak. 13 maja 2024 roku wójt Stanisław Kuzak podpisał z prezydentem Nowego Sącza Ludomirem Handzlem porozumienie na mocy którego Miejskie Przedsiębiorstwo Komunikacyjne w Nowym Sączu będzie obsługiwać teren gminy Chełmiec. Od 14 maja 2024 roku autobusy sądeckiego MPK zatrzymują się na przystankach autobusowych na terenie gminy Chełmiec.

## Miejscowości
W skład gminy wchodzi 27 miejscowości: Biczyce Dolne, Biczyce Górne, Boguszowa, Chełmiec, Chomranice, Dąbrowa, Januszowa, Klęczany, Klimkówka, Krasne Potockie, Kunów, Kurów, Librantowa, Mała Wieś, Marcinkowice, Naściszowa, Niskowa, Paszyn, Piątkowa, Rdziostów, Świniarsko, Trzetrzewina, Ubiad, Wielogłowy, Wielopole, Wola Kurowska, Wola Marcinkowska.
Do największych powierzchniowo miejscowości należą Paszyn i Trzetrzewina, które zajmują odpowiednio 10,2% oraz 8,3% ogólnej powierzchni gminy, a następnie Marcinkowice 6,1%, Chełmiec 5,0%. Najwięcej osób z ogólnej liczby ludności zamieszkuje w Chełmcu 12,9%, w Świniarsku 11,7% i w Paszynie 8,2%.

## Geografia
Na terenie gminy zbiegają się trzy makroregiony: Beskidy Zachodnie, Beskidy Środkowe i Pogórze Środkowobeskidzkie. Największą część gminy obejmują Beskidy Zachodnie reprezentowane tutaj przez dwa mezoregiony: Beskid Wyspowy i Kotlinę Sądecką.
Beskid Wyspowy stanowi zachodnią część gminy. Górzysty teren opada tam stopniowo ku wschodowi po obu stronach doliny Smolnika. Lokalną kulminacją terenu jest w tej części fragment pasma Chełmu (731 m n.p.m.) na północ od wsi Chomranice – najwyżej na terenie gminy Chełmiec położony fragment Beskidów. Na pozostałym obszarze teren opada najczęściej od 500–550 m n.p.m. na zachodzie do 300–350 m n.p.m. w rejonie doliny Dunajca. W obrębie Beskidu Wyspowego położone są Chomranice, Wola Marcinkowska, Marcinkowice, Krasne Potockie, Trzetrzewina, Biczyce Górne, Biczyce Dolne i Niskowa.
Ku wschodowi Beskid Wyspowy przechodzi w Kotlinę Sądecką. Kotlina o płaskim dnie rzędnych terenu przeważnie od 300 do ponad 400 m n.p.m. stworzyła dogodne warunki do rozwoju osadnictwa i komunikacji. Na terenie gminy kotlina obejmuje wieś Chełmiec, Mała Wieś, Rdziostów i Świniarsko.
Niewielki północny skraj gminy obejmuje Pogórze Rożnowskie, będące częścią Pogórza Środkowobeskidzkiego. Dominuje tutaj Dąbrowska Góra (583 m n.p.m.) położona centralnie pomiędzy Dąbrową, Wolą Kurowską a Ubiadem. Na skraju pogórza położona jest także wieś Kurów.
Wschodnia część gminy Chełmiec położona jest w obrębie Beskidu Niskiego. Wysokości wzgórza Beskidu Niskiego na terenie gminy wzrastają stopniowo od 400–500 m n.p.m. w sąsiedztwie Kotliny Sądeckiej do ponad 600 a nawet 700 m n.p.m. w części wschodniej, gdzie na granicy z gminą Korzenna wznosi się na 713 m n.p.m. Jodłowa Góra. W Beskidzie Niskim położone są takie wsie gminy jak Wielogłowy, Wielopole, Klimkówka, Naściszowa, Librantowa, Januszowa, Piątkowa i Paszyn.

## Gospodarka
W gminie Chełmiec funkcjonuje 1099 podmiotów gospodarczych (stan na dzień 31.12.2002 r.), w tym 29 w sektorze publiczny, a 1070 w sektorze prywatnym. Z tego 77 spółek (23 handlowe, 54 cywilne), 3 spółdzielnie, oraz 946 osób fizycznych prowadzących działalność gospodarczą.
Podział podmiotów gospodarczych według rodzaju prowadzonej działalności przedstawia się następująco:
- handel i naprawy – 345,
- obsługa nieruchomości i firm; nauka – 110,
- przetwórstwo przemysłowe – 121,
- budownictwo – 148,
- transport, gospodarka magazynowa i łączność – 129,
- hotele i restauracje – 20,
- rolnictwo, łowiectwo i leśnictwo – 59.

## Demografia

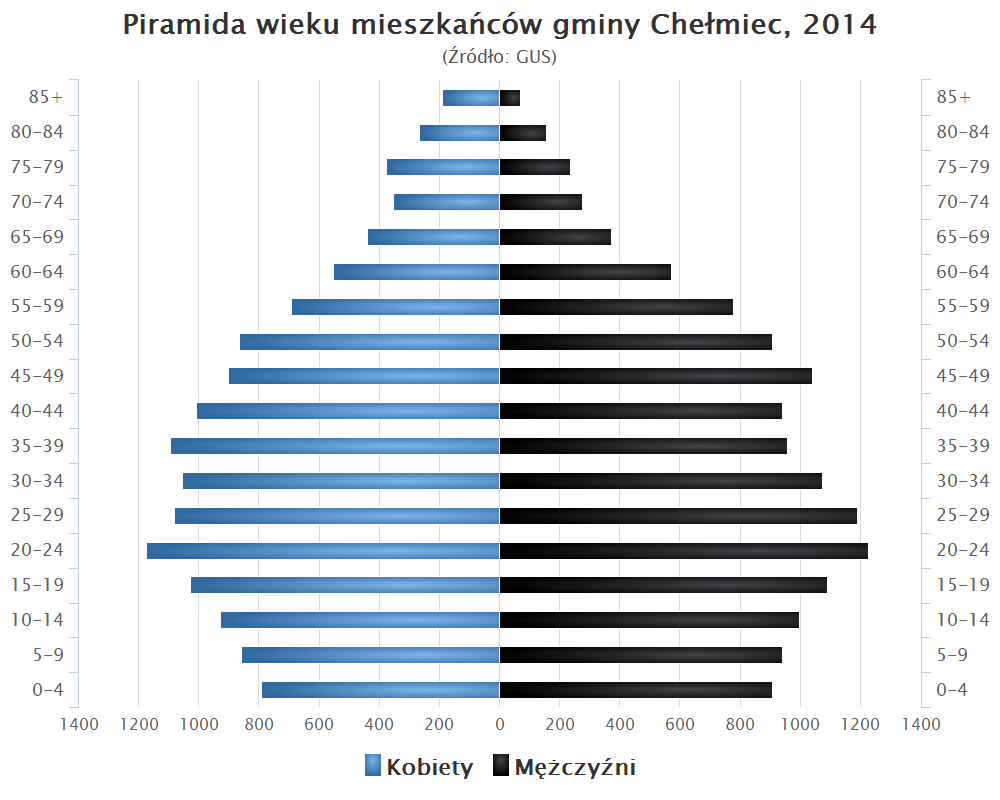
Piramida wieku mieszkańców gminy Chełmiec w 2014 roku

## Zabytki
- Dwór Morawskich pochodzący z XVII/XVIII wieku, przebudowany w końcu XIX wieku, w którym mieści się Muzeum Historyczne, Kaplica dworska z 1926 roku, Cmentarz legionistów z 1918 roku w Marcinkowicach.
- drewniany kościół pw. Najświętszej Marii Panny w Chomranicach, zbudowany w 1692 roku, (Szlak architektury drewnianej).
- modrzewiowy dwór z XVII wieku w Wielogłowach, (Szlak architektury drewnianej).
- kościół murowany pw. Wniebowzięcia NMP w Wielogłowach, zbudowany w 1318 roku.
- XIX-wieczny dwór murowany rodziny Wittingów w Chełmcu.
- muzeum twórców ludowych im. ks. Edwarda Nitki w Paszynie.

## Kultura
Gmina przez dwa ubiegłe lata prezentowała swoje osiągnięcia kulturalne i gospodarcze w Sądeckim Parku Etnograficznym. Odbywa się wówczas specjalny kiermasz prezentujący rękodzieło ludowe lokalnych twórców z Piątkowej, Biczyc, Świnarska, Marcinkowic. Impreza ta promowana była pod hasłem "czym chata bogata".
Rozrywkę gminy reprezentują m.in. "Piątkowioki", regionalny zespół znany w powiecie, ale także w kraju i za granicą. Na uwagę zasługują także kołacze i chleby razowe wypiekane przez gospodynie z Kunowa.
Cykliczne imprezy kulturalne:
- Przegląd Zespołów Kolędniczych "Przebierańcy w Klęczanach" (styczeń, Klęczany),
- Przegląd Kolęd i Pastorałek (styczeń, Paszyn) – uczestnikami jest młodzież szkolna, świetlic wiejskich oraz parafialnych,
- Przegląd Palm Wielkanocnych (kwiecień) – w przeglądzie biorą udział chełmieckie parafie,
- Konkurs plastyczny "ŚmiecioSztuka" (maj) – konkurs adresowany do dzieci i młodzieży z chełmieckich przedszkoli, szkół podstawowych, gimnazjów oraz placówek działających w strukturach GOK,
- Konkurs Fotograficzny "Wakacje w obiektywie" (czerwiec),
- "Imieniny Gminy Chełmiec" Gminne Dożynki – zabawa z prezentacją zespołów, koncertem, tańcami,
- Mikołajki dla dzieci niepełnosprawnych (grudzień).

W kwietniu 2019 roku w Chełmcu zostało otwarte Astrocentrum.

## Sąsiednie gminy
Gródek nad Dunajcem, Grybów, Kamionka Wielka, Korzenna, Limanowa, Łososina Dolna, Nowy Sącz, Podegrodzie.